# Neli Kodrič Filipić
Neli Kodrič Filipić, sodobna slovenska mladinska pisateljica, * 12. maj 1964. 

### Življenje
Rojena je bila 12. maja 1964. Odraščala je v Vipavski dolini. Po končani gimnaziji v Ajdovščini je študirala grafično oblikovanje na Akademiji za likovno umetnost v Ljubljani. Po študiju je ugotovila, da ji je ljubša pisana beseda. Ukvarja se s pisanjem mladinskih romanov in otroških knjig, scenarijev za stripe ter kratko prozo za odrasle bralke in bralce.

### Delo
V prvencu Lov na zvezde, ki je poln pustolovščin in skrivnosti, sporoča, da vsak v sebi nosi zvezdo, da je vsak izmed nas poseben in edinstven. V svojem drugem romanu, TITA@boginja.smole.in.težav.si, opisuje sodobno ljubezen preko interneta, v knjigi Na drugi strani pa prepleta sodobnost s časom narodnoosvobodilnega boja.
Največ zamisli za pisanje dobim, ko o pisanju sploh ne razmišljam. Pridejo kar tako, padajo z neba, v odprti lijak na glavi in se zlivajo navzdol do prstov, ki nervozno čakajo na tipkanje ... da se bo njihova nekoliko lena šefica spravila k pisanju.— Neli Kodrič Filipić

## Projekt Rastem s knjigo
Vključena je bila v projekt Rastem s knjigo, ki poteka pod vodstvom Ministrstva za kulturo Republike Slovenije in Ministrstva za šolstvo in šport Republike Slovenije v sodelovanju z Zvezo splošnih knjižnic. V šolskem letu 2006/2007 so vsi učenci takratnega sedmega razreda devetletke v Sloveniji prejeli knjigo Na drugi strani. 

## Nagrade ter nominacije in priznanja
- Leta 1995 je prejela Levstikovo nagrado (posebni dosežki na področju otroške in mladinske književnosti) za knjigo Lov na zvezde.
- Leta 2004 je bila s knjigo Na drugi strani nominirana za večernico leta.
- Leta 2009 je prejela nagrado Lice knjige - Hrvaška - za prevod knjige Djevojčica i div.
- Leta 2009 je prejela nagrado Kiklop - Hrvaška - za prevod knjige Djevojčica i div.
- Leta 2010 je slikanica Punčka in velikan prejela znak za kakovost zlata hruška.
- Leta 2010 je bila slikanica Punčka in velikan nominirana za nagrado Izvirna slovenska slikanica.
- Leta 2012 je bila s knjigo Ali te lahko objamem močno? nominirana za večernico leta.
- Leta 2014 je bil roman Solze so za luzerje nominiran za večernico leta.
- Leta 2015 je bil rokopis romana Povej mi po resnici nominiran za nagrado Modra ptica.
- Leta 2017 je bil roman Povej mi po resnici nominiran za Levstikovo nagrado.
- Leta 2017 je bila slikanica Požar nominirana za Desetnico.
- Leta 2017 je slikancia Požar prejela znak za kakovost zlata hruška.
- Leta 2018 je bil roman Povej mi po resnici nominiran za Desetnico.
- Leta 2022 je bil roman Fronta nominiran za Desetnico.
- Leta 2023 je prejela priznanje zlata hruška za knjigo Kdo je kriv, da je zima bela.
- Leta 2024 sta knjigi Emil v ogledalu in Zvezde padajo z neba prejeli znak za kakovost zlata hruška.
- Leta 2024 je bila knjiga Kdo je kriv, da je zima bela, nominirana za Desetnico.
- Leta 2024 je dobila knjiga Kdo je kriv, da je zima bela znak White Raven (Internationale Jugendbibliothek / International Youth Library https://en.wikipedia.org/wiki/White_Ravens)
- Leta 2024 je dobila knjiga Srečni konci nagrado Maruše Krese (Nagrada novo mesto)